# 알렉사 미드

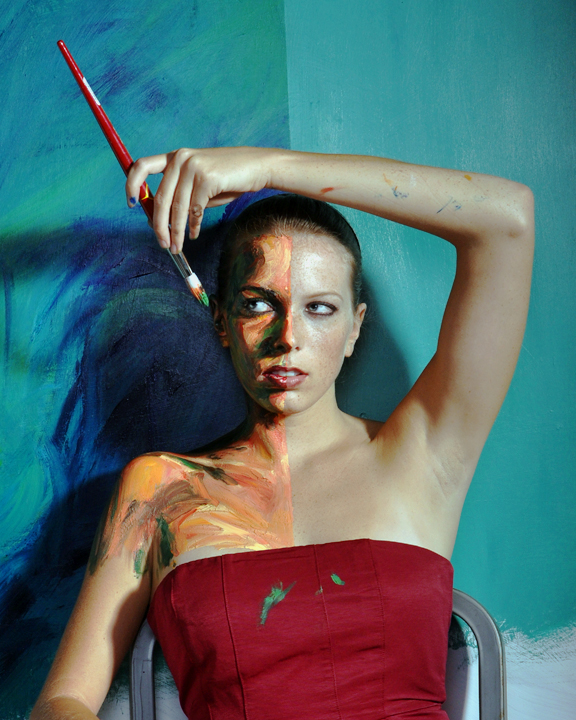

알렉사 미드(Alexa Meade, 출생 : 알렉산드라 S. 미드 1986년 9월 3일)는 미국의 예술가이다. 알렉사 미드는 트롱프뢰유기법을(프랑스어로 실물로 착각할 정도로 정밀하고 생생하게 묘사한 그림을 뜻함) 사용하여 3차원의 세계를 2차원으로 바꾸어 그림을 그리며 설치예술가로 활동중이다. 현재 그녀는 워싱턴 D.C.의 Irvine Contemporary의 대표를 지내고 있다.

## 경력사항

### 2011년 전시
- You Are Here, Dorian Grey Gallery, New York, NY
- Artist Tribute Exhibition 2, Irvine Contemporary, Washington, DC
- Saturnalia, Irvine Contemporary, Washington, DC

### 2010년 전시
- The Art of Giving, Saatchi Gallery, London (Catalogue)
- Picture Planes (Two-person exhibition), Irvine Contemporary, DC
- Mirror, Mirror, Postmasters Gallery, New York, NY